# Ammāmeh
Ammāmeh (persiska: اِمامِۀ پائين, امامه بالا, امامه ده بالا, Emāmeh-ye Pā’īn, Ammāmeh-ye Deh-e Bālā, امامه) är en ort i Iran.   Den ligger i provinsen Teheran, i den norra delen av landet, 28 km nordost om huvudstaden Teheran. Ammāmeh ligger 2 194 meter över havet och antalet invånare är 675.
Terrängen runt Ammāmeh är varierad. Runt Ammāmeh är det glesbefolkat, med 19 invånare per kvadratkilometer. Närmaste större samhälle är Fasham, 6,2 km nordväst om Ammāmeh. Trakten runt Ammāmeh består i huvudsak av gräsmarker.